# Marcelo Pugliese
Marcelo Pugliese (født 2. september 1968) er en tidligere argentinsk diskoskaster. 
Han blev sydamerikansk mester i 1999, 2001 og 2003.
I marts 2007 blev Pugliese testet positiv for stanozolol, og blev uidelukket fra juli 2006 til juli 2008.
Hans personlige rekord er på 64.23 meter, fra april 2002 i Mar del Plata.